# 佩霍瓦
佩霍瓦（Pehowa），是印度哈里亚纳邦Kurukshetra县的一个城镇。总人口33547（2001年）。

## 人口
该地2001年总人口33547人，其中男性17907人，女性15640人；0—6岁人口4353人，其中男2442人，女1911人；识字率69.17%，其中男性为73.62%，女性为64.07%。